# 박상영 (소설가)
박상영(朴相映, 1988년 ~ )은 대한민국의 소설가이다. 대구에서 태어났고 성균관대학교에서 프랑스 문학과 신문방송학을, 동국대학교 대학원에서 문예창작학을 공부했다. 2016년 문학동네신인상에 단편소설 〈패리스 힐튼을 찾습니다〉가 당선되어 데뷔했다. 소설집 《알려지지 않은 예술가의 눈물과 자이툰 파스타》와 《대도시의 사랑법》, 에세이집 《오늘 밤은 굶고 자야지》가 있다. 2018년 젊은작가상, 2019년 젊은작가상 대상, 2019년 허균문학작가상을 수상했다. 2021년 단행본 《대도시의 사랑법》으로 신동엽문학상을 수상했다.

## 저작

### 장편소설
- 《1차원이 되고 싶어》 (문학동네, 2021년)

### 소설집
- 《알려지지 않은 예술가의 눈물과 자이툰 파스타》 (문학동네, 2018년)
- 《대도시의 사랑법》 (창비, 2019년)
- 《믿음에 대하여》 (문학동네, 2022년)

### 에세이
- 《오늘 밤은 굶고 자야지》 (한겨레출판사, 2020년) ISBN 979-11604036-4-0
- 《순도 100퍼센트의 휴식》 (인플루엔셜, 2023년)

## 드라마
- 《대도시의 사랑법》 (TVING, 2024년) - 원작자, 극본 집필